# Дёйм, Сусана
Ка́рмен Сусана Дёйм Субилья́га (исп. Carmen Susana Duijm Zubillaga; 11 августа 1936, штат Ансоатеги, Венесуэла — 18 июня 2016, Нуэва-Эспарта, Венесуэла) — профессиональная модель, актриса и телеведущая, победительница конкурса «Мисс Мира» в 1955 году. Дочь нидерландского еврея, перебравшегося в Венесуэлу из Суринама, и местной жительницы.

## Биография
9 июля 1955 года победила на национальном конкурсе, представляя штат Миранда, и уже 22 июля того же года выступила на конкурсе «Мисс Вселенная», став полуфиналисткой.
В октябре она выиграла конкурс «Мисс Мира 1955», представляя Венесуэлу и став первой латиноамериканкой, победившей на этом конкурсе. Конкурс прошёл в Лондоне, Великобритания.
Её успех в качестве королевы красоты помог ей сделать карьеру актрисы и ведущей на венесуэльском телевидении. До 2016 года она проживала на острове Маргарита, Венесуэла. Сусана Дёйм скончалась 18 июня 2016 года вследствие инсульта.
Её дочь Каролина Серрути, представляла Венесуэлу на конкурсе «Мисс Мира 1983», проходившем в Лондоне 17 ноября 1983 года, но не добилась выдающихся результатов.